# Ströjan
Ströjan este o arie protejată (arie specială de conservare — SAC, sit de importanță comunitară — SCI) din Suedia întinsă pe o suprafață de 23,6 ha, integral pe uscat.

## Localizare
Centrul sitului Ströjan este situat la coordonatele 59°55′22″N 18°40′35″E / 59.9228°N 18.6764°E.

## Înființare
Situl Ströjan a fost declarat sit de importanță comunitară în iunie 2001 pentru a proteja 1 specie de plante. Situl a fost protejat și ca arie specială de conservare în martie 2011.

## Biodiversitate
Situată în ecoregiunea boreală, aria protejată conține 2 habitate naturale: Păduri caducifoliate de mlaștină fino-scandinave, Taiga vestică.
La baza desemnării sitului se află o specie protejată de  plante: Buxbaumia viridis.